# Lacanobia oleracea
Lacanobia oleracea (tên tiếng Anh: Mắt nâu đường kẻ sáng) là một loài bướm đêm thuộc họ Noctuidae. Nó là một common species throughout châu Âu, nhưng cũng được tìm thấy ở Bắc Phi, temporate châu Á, Cận Đông và Trung Đông, miền bắc Ấn Độ, Trung Quốc, Hàn Quốc và Nhật Bản.

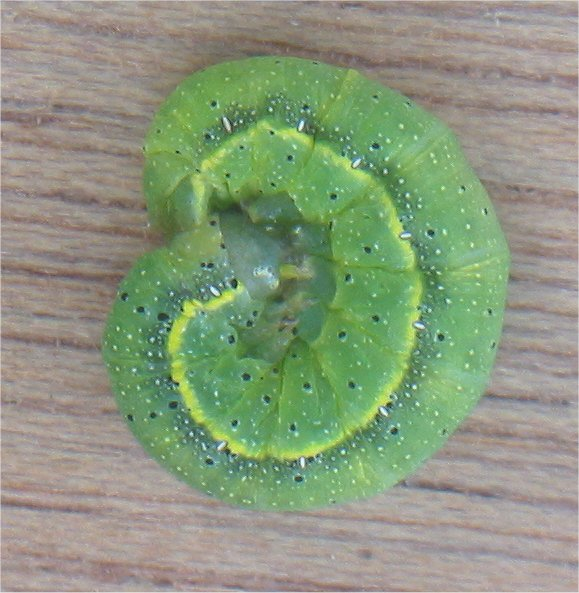
Sâu bướm.

Cánh trước màu nâu đỏ điểm các đốm màu nâu vàng sáng và các đường kẻ màu trắng sáng. Cánh sau màu xám. Sải cánh dài 34–44 mm. Chúng bị ánh sáng hấp dẫn, chúng bị thu hút bởi các loại hoa giàu mật hoa.
Ấu trùng màu xanh lá cây hoặc nâu với các đường kẻ vàng. Chúng ăn nhiều loài cây khác nhau và thỉnh thoảng là côn trùng gây hại cho cà chua. Chúng qua mùa đông dưới dạng nhộng. Bướm bay lần đầu vào nửa sau tháng 7. Thỉnh thoảng thế hệ thứ nhì bay cuối tháng 8 đến giữa đầu tháng 9..

## Hình ảnh

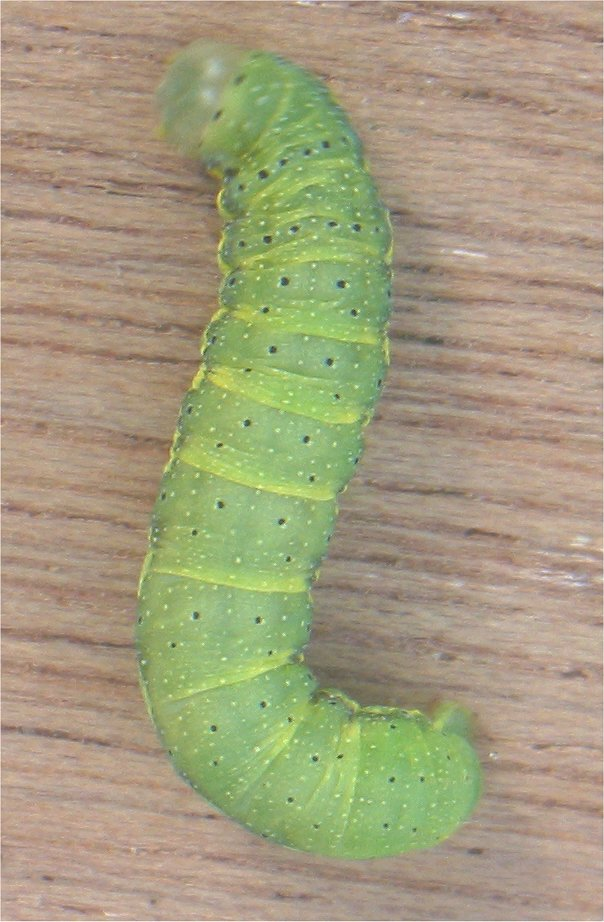
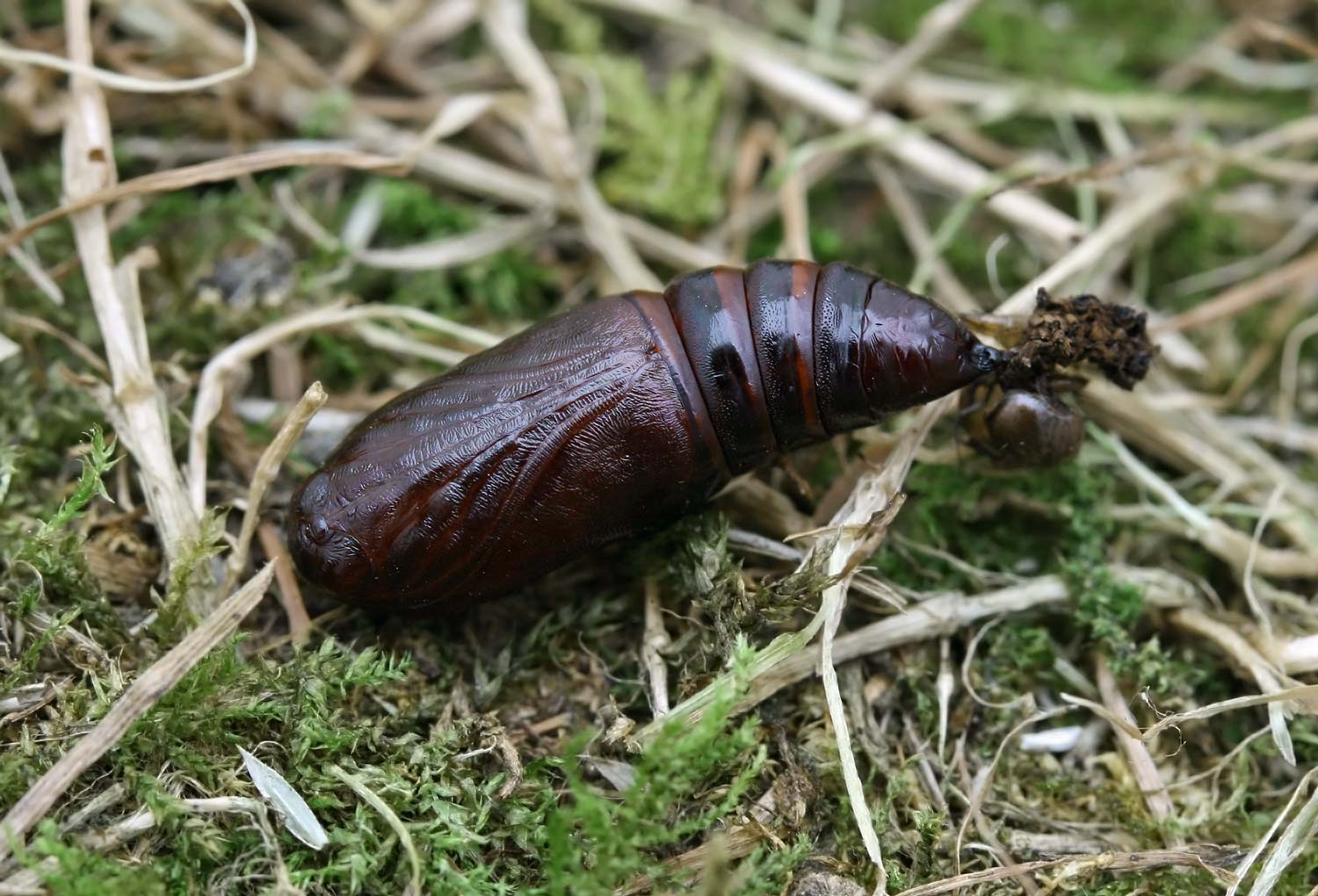
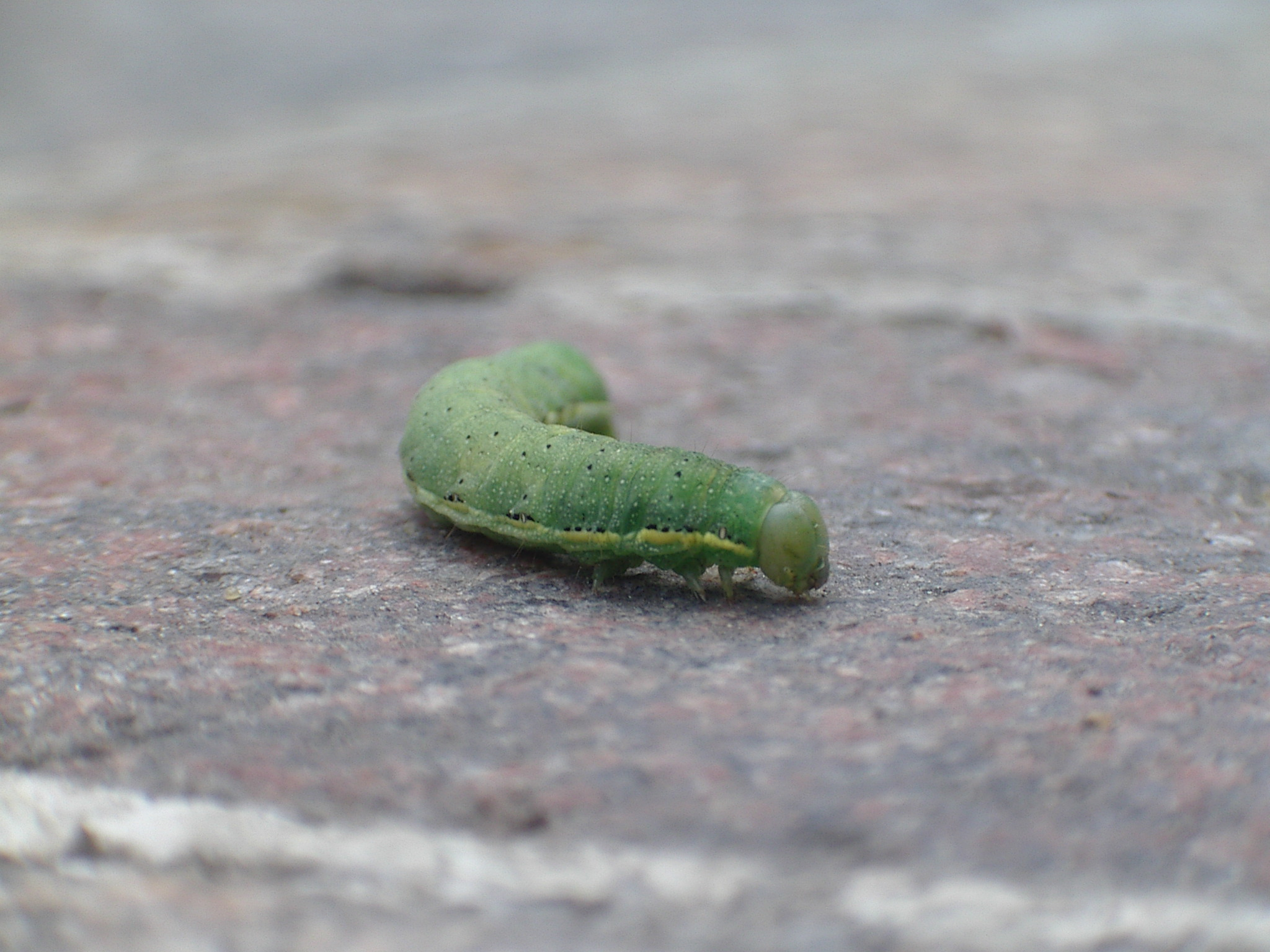
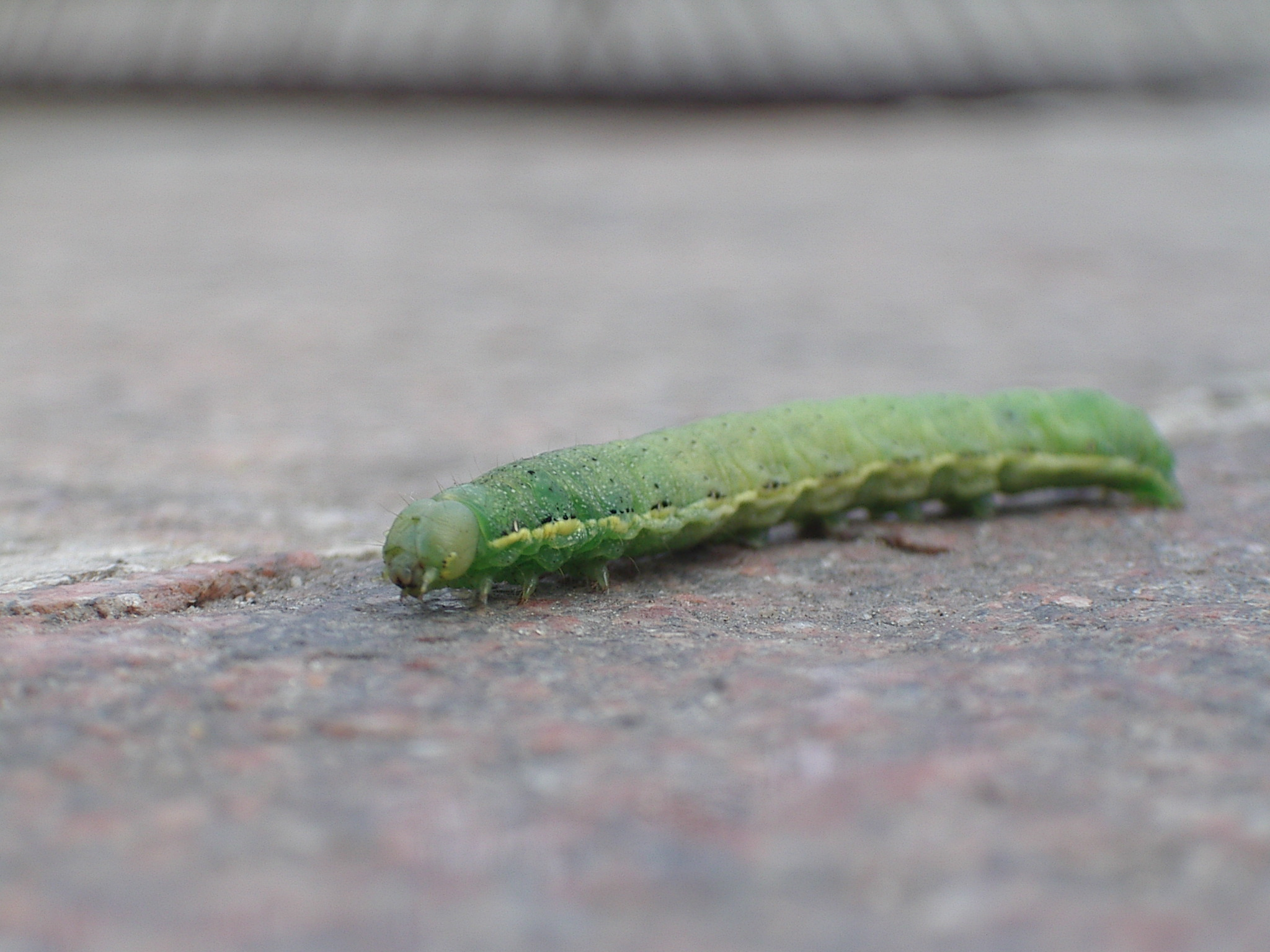

## Reading
- Chinery, Michael Collins Guide to the Insects of Britain và Western Europe 1986 (Reprinted 1991)
- Skinner, Bernard Colour Identification Guide to Moths of the British Isles 1984